# Azwell
Azwell az Amerikai Egyesült Államok északnyugati részén, Washington állam Okanogan megyéjében elhelyezkedő önkormányzat nélküli település.
A település neve az alapító Alfred Z. Wells monogramjából tevődik össze. Wells és unokaöccse, Alfred Morris Wenatchee-ben működtettek egy boltot; később a mai Azwell területén almaültetvényt létesítettek. Az együttműködésük 1941-ig tartott; a gyümölcsöst Alfred Z. Wells továbbra is fenntartotta, így egy kisebb település alakult ki.

## Fordítás
Ez a szócikk részben vagy egészben  az   Azwell, Washington című angol Wikipédia-szócikk ezen változatának fordításán alapul.  Az eredeti cikk szerkesztőit annak laptörténete sorolja fel. Ez a jelzés csupán a megfogalmazás eredetét és a szerzői jogokat jelzi, nem szolgál a cikkben szereplő információk forrásmegjelöléseként.